# Kompleks zbożowo-pastewny mocny
Kompleks zbożowo-pastewny mocny (8)  – kompleks obejmujący gleby średnio zwięzłe i ciężkie, które są okresowo długo podmokłe (w niektórych latach nawet przez cały rok). Są to gleby potencjalnie żyzne i bogate w składniki pokarmowe (odpowiedniki kompleksów pszennych i żytniego bardzo dobrego), ale wadliwe. Ich wadliwość (nie mylić z kompleksem pszennym wadliwym) wynika z niekorzystnych właściwości fizycznych, a w szczególności stosunków wodnych. Nadmierne uwilgotnienie ogranicza prawidłową agrotechnikę, co może powodować późniejsze obsychanie pól wiosną i późniejsze wykonywanie zabiegów uprawowych. Na tych glebach powinno się uprawiać, w porównaniu do innych kompleksów więcej roślin pastewnych. Zboża uprawiane na tym kompleksie mogą wydać mały plon, ale podczas sezonu wegetacyjnego o dużej liczbie opadów. Po melioracji, w zależności od składu granulometrycznego gleby kompleksu zbożowo-pastewnego mocnego mogą stać się glebami kompleksu pszennego dobrego lub żytniego bardzo dobrego.